# Marko Annala
Marko Kristian Annala (ur. 1972 w Joutseno) – fiński muzyk, założyciel zespołu thrash metalowego Mokoma.